# Return to Atlantis
Return to Atlantis – pierwszy album studyjny chorwackiego projektu muzycznego Galactic Warriors, wydany w 2011. Kompozytorami wszystkich utworów byli Krunoslav Paic oraz Max Backes. Producentem wykonawczym był Marek Kołodyński z nowojorskiej wytwórni Space Sound Records. Album, składający się z czternastu utworów, został pierwotnie opublikowany wyłącznie jako digital download w formatach mp3, wave i CD-R. Jego kompaktowa reedycja miała miejsce w 2013 roku, w postaci drugiej płyty, dołączonej do drugiego albumu Galactic Warriors Under Attack. Autorem okładki płyty był Janusz Szymecki.

## Spis utworów
1. "Intro" - 1:42
2. "New Vision" - 6:08
3. "Rise Of The Robots" - 7:01
4. "Fields Of Glory" - 5:13
5. "Lost World" - 6:30
6. "Trans Electronique" - 5:35
7. "Return to Atlantis" - 4:47
8. "Rocket Attack" - 6:15
9. "Galactic Dream" - 7:01
10. "First Contact" - 6:19
11. "Overdrive" - 5:42
12. "Ghost Ship" - 7:42
13. "Space Patrol Orion" /remix/ - 6:07
14. "Outro" - 2:45

## Instrumentarium
- Roland Juno-106
- Roland JV 80
- Numark DM-1775A Digital Sampler
- Fruity Loops 10
- VSTi